# Gary Hooper
Gary Hooper (Harlow, 26 januari 1988) is een Engels voetballer die bij voorkeur als aanvaller speelt. Hij verruilde in juli 2013 Celtic voor Norwich City.

## Clubcarrière
Hooper debuteerde in 2004 voor Grays Athletic, dat toen in de Conference South uitkwam. In twee seizoenen scoorde hij twintig doelpunten in 69 wedstrijden voor de club. In juli 2006 nam Southend United de aanvaller over. Die club verhuurde hem tweemaal, eerst aan Leyton Orient en daarna aan Hereford United. Op 14 juli 2008 tekende Hooper een driejarig contract bij Scunthorpe United, dat op dat moment in de League One uitkwam. In twee seizoenen maakte hij 43 doelpunten in tachtig wedstrijden voor de club.

### Celtic
Op 26 juli 2010 tekende Hooper een vierjarig contract bij Celtic. Hij koos voor het rugnummer 88, een verwijzing naar zijn geboortejaar (1988). Op 4 augustus 2010 maakte hij zijn debuut voor Celtic, in de tweede voorronde van de Champions League tegen Braga. Op 2 oktober 2010 maakte hij zijn eerste doelpunt voor Celtic, tegen Hamilton Academical in de Schotse Premier League. Tijdens het seizoen 201213 maakte Hooper twee belangrijke doelpunten voor Celtic in de groepsfase van de Champions League. Hij scoorde het openingsdoelpunt in zowel de heen- als terugwedstrijd tegen Spartak Moskou. Celtic won uit met 2-3 en thuis met 2-1 van Spartak en plaatste zich samen met FC Barcelona ten koste van de Russen en SL Benfica voor de knock-outfase van de Champions League.

### Norwich City
Op 26 juli 2013 maakte Norwich City de komst van Hooper bekend, die nog een eenjarig contract had bij Celtic.

## Interlandcarrière
Zowel Schotland als Wales onderzochten of Hooper eventueel speelgerechtigd was om voor hun nationaal elftal uit te komen. In november 2012 werd Hooper samen met ploegmaat Fraser Forster opgeroepen voor Engeland, maar Hooper moest afhaken wegens een blessure.

## Erelijst
| Competitie                       |                |                  |                |                |
| Competitie                       | Aantal         | Jaren            |                |                |
| Grays Athletic                   | Grays Athletic | Grays Athletic   | Grays Athletic | Grays Athletic |
| -------------------------------- | -------------- | ---------------- | -------------- | -------------- |
| Kampioen Conference South        | 1x             | 2004/05          |                |                |
| FA Trophy                        | 2x             | 2004/05, 2005/06 |                |                |
| Celtic                           |                |                  |                |                |
| Kampioen Scottish Premier League | 2x             | 2011/12, 2012/13 |                |                |
| Scottish Cup                     | 1x             | 2010/11, 2012/13 |                |                |